# Lejontamariner
Lejontamariner eller lejonapor (Leontopithecus) är ett släkte i familjen kloapor. Deras namn har de fått på grund av den manliknande hårväxten runt ansiktet. I släktet finns fyra arter.

## Utbredning
Släktet förekommer uteslutande i sydöstra Brasilien med ett antal på 1 300 primater.

## Utseende
Lejontamariner har en svart eller gulaktig päls som är lång och mjuk. De saknar hår i ansiktet. Namnet syftar på de långa hår de har kring ansiktet och som påminner om lejonets man. Kroppen är 20 till 34 cm lång utan svans och svansens längd ligger mellan 30 och 40 cm. Vikten är 500 till 800 gram.

## Levnadssätt
Arterna i släktet vistas företrädesvis i fuktiga regnskogar där de lever uppe i träden. Som alla andra kloapor är de aktiva på dagen och för att vila uppsöker de hål i träden. De är bra på att klättra, springa och hoppa genom skogen och de kan ibland göra tre meter långa hopp.
Lejontamariner lever i grupper som ofta består av ett föräldrapar och deras ungar från olika år. Flocken har vanligen 3 till 7 medlemmar och i sällsynta fall upp till 16 medlemmar. Främmande hannar är ofta mycket aggressiva mot varandra men om de tillhör samma familj kan de leva tillsammans i könsmogen ålder. Pälsvårdnad och uppdelning av födan är viktig för gruppens sociala sammanhållning. De kommunicerar med olika skrik och avlägsnar sig inte utom synhåll från varandra. Mot främmande djur försvarar sig lejontamariner med skrik och aggressiv ansiktsmimik.

## Födan
Arterna i släktet är allätare som tar både animalisk föda (insekter, spindlar, grodor, ödlor, fågelägg och mindre däggdjur) och vegetabilier (huvudsakligen frukt men även blommor och frön).

## Fortplantning
I varje grupp är det oftast bara den dominanta honan som kan få ungar, men det finns undantag. De flesta ungar föds mellan september och mars. Honan är parningsberedd i två till tre veckor, och efter 125 till 132 dagars dräktighet föds vanligen tvillingar. Ibland består kullen av en unge och ibland av upp till fyra ungar. Nyfödda ungar har redan öppna ögon och päls. Några dagar efter födseln blir hannen huvudansvarig för ungarna men alla andra individer i gruppen hjälper till. Efter tre månader slutar honan att dia. Lejontamariner är könsmogna efter 18 (honor) till 24 (hannar) månader.
Medellivslängden i fångenskap ligger vid drygt 15 år. Den äldsta kända individen blev litet över 28 år gammal.

## Hot
Släktets naturliga fiender är kattdjur, ormar och rovfåglar. Ett större hot är däremot förstörelsen av apornas levnadsområde. Ibland fångas dessa djur illegalt för att säljas på den svarta marknaden. IUCN listar svarthuvad lejontamarin som akut hotad (CR) och de andra tre som starkt hotade (EN).

## Arterna
Släktet bildas av fyra arter:
- Svarthuvad lejontamarin (Leontopithecus caissara)
- Gyllenhuvad lejontamarin (Leontopithecus chrysomelas)
- Svart lejontamarin (Leontopithecus chrysopygus)
- Vanlig lejontamarin (Leontopithecus rosalia)